# Duque de Somerset
Duque de Somerset, do condado de Somerset, é um título criado cinco vezes no Pariato da Inglaterra. É particularmente associado a duas famílias: os Beaufort e os Seymour. O único título subsidiário do duque é Barão Seymour, utilizado como título de cortesia pelo filho mais velho. O atual detentor do título é John Seymour, 19.º Duque de Somerset.

## História do título

### Familia Beaufort e título real
Guilherme de Mohun de Dunster era apoiante de Matilde, a Imperatriz, durante a guerra civil, que opôs esta última ao rei Estêvão. Foi nomeado conde de Somerset em 1141 quando a Imperatriz era a soberana do reino. O título não foi reconhecido por Estêvão nem por Henrique II, o filho da Imperatriz, e seus descendentes não utilizaram o título.
A 10 de fevereiro de 1397, Jean Beaufort, filho de João de Gante, adquire o título de conde de Somerset. O seu filho João, 3.º conde de Somerset, adquire o título de duque de Somerset em 1443. O condado de Somerset passou para seu irmão Edmundo Beaufort, conde de Mortain. Edmundo foi nomeado Conde de Dorset em 18 de agosto de 1442 e Marquês de Dorset em 24 de junho de 1443. Ele foi nomeado Duque de Somerset sob uma nova criação em 31 de março de 1448. Apesar disso, ele é normalmente referido como o 2.º Duque de Somerset.
O segundo duque foi morto na Primeira Batalha de St. Albans em 22 de maio de 1455 e seus títulos de nobreza passaram para seu filho Henry Beaufort (1436–1464), que era conhecido como conde de Dorset desde a criação de seu pai como duque de Somerset. Após a derrota na batalha de Towton em 29 de março de 1461, ele fugiu para a Escócia e foi preso em 4 de novembro de 1461. Todas as suas honras e propriedades foram declaradas perdidas. Seus títulos foram restaurados a ele em 10 de março de 1463, mas ele abandonou o rei e foi capturado e decapitado após a batalha de Hexham em 15 de maio de 1464.
Ele era solteiro, mas seu filho ilegítimo, Charles Somerset, tornou-se o primeiro conde de Worcester. Os títulos de Henry foram perdidos por ato do Parlamento; mas seu irmão Edmund Beaufort (1439–1471) foi denominado Duque de Somerset pelos Lancasters. Após a Batalha de Tewkesbury em 4 de maio de 1471, ele fugiu e se refugiou na Abadia de Tewkesbury. Ele foi decapitado pelos soldados de York e enterrado na igreja da abadia. Após sua morte, a casa de Beaufort foi extinta na linha legítima.
Em 1499, Henrique VII nomeou seu filho recém-nascido Edmund para o ducado de Somerset em seu batismo, mas a criança, com pouco mais de um ano de idade quando morreu, provavelmente nunca foi formalmente criada como par.
O filho ilegítimo de Henrique VIII, Henry Fitzroy, (1519–1536), por Bessie Blount, foi criado Conde de Nottingham e Duque de Richmond e Somerset em 18 de junho de 1525. Ele morreu sem herdeiros em 22 de julho de 1536, então seus títulos foram extintos.

### Família Seymour
Edward Seymour, 1.º Duque de Somerset era o irmão mais velho de Jane Seymour, a terceira esposa do rei Henrique VIII, e, portanto, tio do rei Eduardo VI. Henrique o criou Visconde Beauchamp "de Hache" em 1536, na época do casamento, e Conde de Hertford em 1537. Com a morte de Henrique VIII em 28 de janeiro de 1547, Seymour foi nomeado no testamento do rei como um de seus dezesseis executores que então formaram um conselho de regência para governar durante a minoria de seu filho de nove anos e sucessor, o rei Eduardo VI. Seymour foi eleito chefe do Conselho, que em 1 de fevereiro de 1547 o nomeou "Lorde Protetor do Reino e Governador da Pessoa do Rei", quando ele se tornou "o homem mais poderoso da Inglaterra, um rei em tudo menos no nome" e governou por proclamação. Em 17 de fevereiro de 1547 o Conselho o criou "Duque de Somerset", que refletia seu antigo título como barão feudal de Hatch em Somerset, centrado na mansão de Hatch Beauchamp, herdada por seu ancestral Roger Seymour (falecido em 1361) de seu casamento com Cecily Beauchamp (falecida em 1393), tia e herdeira de João IV de Beauchamp, 3º Barão de Beauchamp (1330-1361). Em 10 de agosto de 1547, ele obteve a patente da carta real para ostentar o brasão de armas acrescido, anteriormente concedido em 1536 por Henrique VIII a Jane Seymour.
Edward Seymour casou-se duas vezes; por volta de 1535 ele se divorciou de sua primeira esposa, Catherine Fillol, repudiando ela e seus filhos, e se casou com Anne Stanhope, que lhe deu nove filhos. A patente do ducado especificava que era herdeiro do título o descendente de sua segunda esposa Anne Stanhope, excluindo assim o filho mais velho de sua primeira esposa do título, exceto no caso de falha de herdeiros do sexo masculino deste segundo casamento. Em 1547, ele comprou o Castelo Berry Pomeroy em Devon de Sir Thomas Pomeroy, embora provavelmente nunca o tenha visitado, e tornou-se a residência de seu filho mais velho de seu primeiro casamento, Edward Seymour (1527/1535–1593), cujo filho foi feito um baronete "de Berry Pomeroy". Com o fracasso da linha masculina do segundo casamento em 1750, Sir Edward Seymour, 6º Baronete de Berry Pomeroy tornou-se o 8º Duque de Somerset, conforme permitido pela patente, e seus descendentes, situados na Maiden Bradley House em Wiltshire, continuam a ostentar o título até hoje. 

## Duques de Somerset

### Duques de Somerset (criações de 1443 e de 1448)
- João Beaufort, 1.º Duque de Somerset (1404–1444) morreu sem descendência masculina, quando seu ducado foi extinto.[nota 1]
- Edmundo Beaufort, 2.º Duque de Somerset (c. 1406–1455) tornou-se Duque de Somerset em 1448
- Henrique Beaufort, 3.º Duque de Somerset (1436–1464), filho mais velho de Edmundo, cujos títulos foram perdidos de 1461 a 1463
- Edmundo Beaufort, 4.º Duque de Somerset (c. 1438–1471), segundo filho de Edmundo, pode ou não ser considerado duque, mas foi assim denominado pelos Lancasters.

### Duque de Somerset (criação de 1499)
- Edmundo Tudor, Duque de Somerset (1499–1500), terceiro filho de Henrique VII, morreu na infância

### Duque de Richmond e Somerset (criação de 1525)
- Henrique Fitzroy, Duque de Richmond e Somerset (1519–1536), filho ilegítimo de Henrique VIII, morreu sem descendência

### Duque de Somerset (criação de 1547)
- Eduardo Seymour, 1.º Duque de Somerset (c. 1500–1552), tio e Lorde Protetor de Eduardo VI, foi deposto e executado e seus títulos perdidos em 1552.

### Duque de Somerset (criação de 1660, continuidade da criação de 1547)
- Eduardo Seymour, 1.º duque de Somerset (1500-1552)
  - Eduardo Seymour, 1.º conde de Hertford (1539-1621)
    - Edward Seymour, Lorde Beauchamp (1561-1612)
      -  Guilherme Seymour, 2.º Duque de Somerset (1588–1660), bisneto do 1º Duque através do terceiro filho do 1.º Duque, Edward Seymour, 1.º Conde de Hertford, e um Cavalier, foi recompensado com a restauração do ducado logo após a Restauração Stuart
        - William Seymour, Lord Beauchamp (1621–1642)
        - Robert Seymour, Lord Beauchamp (1622–1646)
        - Henry Seymour, Lord Beauchamp (1626–1654)
          -  Guilherme Seymour, 3.º Duque de Somerset (1650–1671)

        -  João Seymour, 4.º Duque de Somerset (c. 1646–1675)

      - Francis Seymour, 1º Barão Seymour de Trowbridge (1590 – 1664)
        - Charles Seymour, 2º Barão Seymour de Trowbridge (1621-1665)
          -  Francisco Seymour, 5.º Duque de Somerset (1658–1678)
          -  Carlos Seymour, 6.º Duque de Somerset (1662–1748)
            -  Algernon Seymour, 7.º Duque de Somerset (1684–1750)
            - George Seymour, Viscount Beauchamp (1725–1744)

    - Edward Seymour, 1º Baronete (1563-1613)
      - Edward Seymour, 2º Baronete (1580-1659)
        - Edward Seymour, 3º Baronete (1610-1688)
          - Edward Seymour, 4º Baronete (1632-1708)
            - Edward Seymour, 5º Baronete (1660-1740)
              -  Edward Seymour, 8.º Duque de Somerset (1695–1757)
                -  Edward Seymour, 9.º Duque de Somerset (1717–1792)
                -  Webb Seymour, 10.º Duque de Somerset (1718–1793)
                  -  Edward Adolphus St Maur, 11.º Duque de Somerset (1775–1855)
                    -  Edward Adolphus Seymour, 12.º Duque de Somerset (1804–1885)
                      - Edward Adolphus Ferdinand Seymour, Conde St Maur (1835–1869)

                    -  Archibald Algernon Henry Seymour, 13.º Duque de Somerset (1810–1891)
                    -  Algernon Percy Banks St Maur, 14.º Duque de Somerset (1813–1894)
                      -  Algernon St Maur, 15.º Duque de Somerset (1846–1923)

                - Francis Seymour (1726-1799)
                  - Francis Edward Seymour
                    - Francis Payne Seymour
                      -  Edward Hamilton Seymour, 16.º Duque de Somerset (1860–1931)
                        -  Evelyn Francis Edward Seymour, 17.º Duque de Somerset (1882–1954)
                          - Francis William Seymour (1906–1907)
                          - Algernon Francis Edward Seymour (1908–1911)
                          -  Percy Hamilton Seymour, 18.º Duque de Somerset (1910–1984)
                            -  John Michael Edward Seymour, 19.º Duque de Somerset (n. 1952)

### Linha de Sucessão
- Percy Hamilton Seymour, 18.º Duque de Somerset (1910–1984)
  -  John Michael Edward Seymour, 19.º Duque de Somerset (n. 1952)
    - (1). Sebastian Edward, Lord Seymour (n. 1982)
    - (2). Lord Charles Thomas George Seymour (n. 1992)

  - (3). Lord Francis Charles Edward Seymour (n. 1956)
    - (4). Webb Edward Percy Seymour (n. 1990)

Depois daqueles na linha de sucessão imediata acima, o Marquês de Hertford e seus legítimos herdeiros masculinos e parentes na linha masculina sênior da dinastia Seymour são os próximos na linha de sucessão ao ducado.